# Municipio de Midland (Dakota del Sur)
El municipio de Midland (en inglés: Midland Township) es un municipio ubicado en el condado de Hand en el estado estadounidense de Dakota del Sur. En el año 2010 tenía una población de 36 habitantes y una densidad poblacional de 0,37 personas por km².

## Geografía
El municipio de Midland se encuentra ubicado en las coordenadas 44°30′35″N 99°7′00″O / 44.50972, -99.11667. Según la Oficina del Censo de los Estados Unidos, el municipio tiene una superficie total de 96.29 km², de la cual 96,1 km² corresponden a tierra firme y (0,19 %) 0,19 km² es agua.

## Demografía
Según el censo de 2010, había 36 personas residiendo en el municipio de Midland. La densidad de población era de 0,37 hab./km². De los 36 habitantes, el municipio de Midland estaba compuesto por el 94,44 % blancos y el 5,56 % eran de una mezcla de razas. Del total de la población el 0 % eran hispanos o latinos de cualquier raza.